# Топузян, Манук Левонович
Манук Левонович Топузян (арм. Մանուկ Թոփուզյան, 5 марта 1949, Ереван) — армянский государственный деятель.
- 1968—1973 — Ереванский государственный университет.
- 1977—1987 — старший юрисконсульт в Ереванском научно-производственное объединение «Наирит».
- 1987—1991 — государственный арбитр, член коллегии в государственном арбитраже Армении.
- 1991—2000 — начальник юридического управления аппарата правительства Армении, а затем заместитель министра юстиции Армении.
- С ноября 2000 — министр-руководитель аппарата Армении. Награждён медалями Мхитара Гоша, Гарегина Нжде, «За укрепление сотрудничества», «За укрепление правопорядка», золотой памятной медалью Фритьофа Нансена и памятной медалью премьер-министра Армении.
- С апреля 2008 — советник президента Армении.
- 2009-2014 - член Конституционного суда Армении.